# Pleione forrestii
Espèce
Statut de conservation UICN

 EN A4c : En danger
Statut CITES
Pleione forrestii est une espèce d'orchidées du genre Pleione originaire de Chine.